# 안티고노스 3세
안티고노스 3세(고대 그리스어: Αντίγονος Γ 'Δώσων, 라틴어: Antigonos III Doson, 기원전 263년- 기원전 221년, 재위 : 기원전 229년- 기원전 221년)은 마케도니아 안티고노스 왕조의 왕이다. 안티고노스 3세 도손이라고도 불린다. 전왕 안티고노스 2세 고나타스의 조카이다.

## 생애
왕족으로 태어난 안티고노스는 처음에는 데메트리오스 2세의 아들 필리포스(이후 필리포스 5세)의 경호 임무를 맡았다. 기원전 227년에 안티고노스는 데메트리오스 2세의 과부 크리세이스와 결혼하여, 아들 필리포스를 폐위하고 왕이 되었다.
안티고노스는 아카이아 동맹의 맹주 시큐온의 아라토스를 지원했고, 아이톨리아 동맹의 맹주로 스파르타의 왕의 자리에 오른 클레오메네스 3세를 적대했다. 안티고노스는 아라토스와 함께 클레오메네스 전쟁을 치렀다. 클레오메네스와의 전투에서 고전했지만, 압도적인 물량공세로 반격을 가했다. 기원전 222년에 셀라시아 전투에서 결정적인 승리를 거두면서 클레오메네스를 이집트로 내쫓았다.
다음 해인 기원전 221년, 일리리아의 여러 도시와의 전투 중에 부하를 독려하던 중 혈관 파열로 전사했다.

## 가계도
필리포스 5세